# Discographie de T-ara
Cette page répertorie les albums et singles du groupe coréen T-ara, sortis sous le label Mnet Media.

## Albums

### Albums studio
| Absolute First Album                                          | - Langue : Coréen - Date : 27 novembre 2009 - Label : Core Contents Media - Format : CD, téléchargement légal | 2 | — | - COR : Plus de 116 424 (album) |            |
| Jewelry Box                                                   | - Langue : Japonais - Date : 6 juin 2012 - Label : EMI Music Japan - Format : CD, téléchargement légal        | — | 2 | - JPN : 104 478                 | - JPN : Or |
| Treasure Box                                                  | - Langue : Japonais - Date : 7 août 2013 - Label : EMI Music Japan - Format : CD, CD+DVD téléchargement légal | — | 4 | - JPN : 27 695                  |            |
| Gossip Girls                                                  | - Langue : Japonais - Date : 14 mai 2014 - Label : EMI Music Japan - Format : CD, CD+DVD                      | — | 7 | - JPN : 10 463+                 |            |
| "—" montre que l'album n'a pas été classée dans cette région. | |   |   |                                 |            |

### Compilations
| Titre                                            | Détails                                                                                | Meilleure position | Meilleure position | Nombre d'exemplaires vendus |
| Titre                                            | Détails                                                                                | COR                | JPN                | Nombre d'exemplaires vendus |
| ------------------------------------------------ | -------------------------------------------------------------------------------------- | ------------------ | ------------------ | --------------------------- |
| T-ara's Best of Best 2009-2012 ~Korean ver.~     | - Date : 10 octobre 2012 - Label : EMI Music Japan - Format : CD, téléchargement légal | —                  | 14                 | - JPN : Plus de 17 924      |
| T-ara Single Complete Best Album "Queen of Pops" | - Date : 2 juillet 2014 - Label : EMI Music Japan - Format : CD                        | —                  | 33                 | - JPN : Plus de 3 907       |

### Albums remix
| Titre                                | Détails                                                                                | Meilleure position | Meilleure position | Nombre d'exemplaires vendus                 |
| Titre                                | Détails                                                                                | COR                | JPN                | Nombre d'exemplaires vendus                 |
| ------------------------------------ | -------------------------------------------------------------------------------------- | ------------------ | ------------------ | ------------------------------------------- |
| T-ara's Free Time In Paris And Swiss | - Date : 12 octobre 2012 - Label : Core Contents Media - Format : CD, digital download | 3                  | 114                | - JPN : Plus de 771+ - COR : Plus de 17 242 |
| EDM Club Sugar Free Edition          | - Date : 16 octobre 2014 - Label : Core Contents Media - Format : CD, digital download |                    |                    |                                             |

### Mini-albums (EPs)
| Titre                 | Détails | Meilleure position | Meilleure position | Nombre d'exemplaires vendus                                                       |  |
| Titre                 | Détails | COR                | JPN                | Nombre d'exemplaires vendus                                                       |  |
| --------------------- | --- | ------------------ | ------------------ | --------------------------------------------------------------------------------- |  |
| Temptastic            | - Date de sortie : 1er décembre 2010 - Label : Core Contents Media - Format : CD, téléchargement numérique           | 2                  | —                  | - COR : plus de 37 600                                                            |  |
| John Travolta Wannabe | - Date de sortie : 30 juin 2011 - Label : Core Contents Media - Format : CD, téléchargement numérique                | 3                  | —                  | - COR : 65 996 (album)                                                            |  |
| Black Eyes            | - Date de sortie : 11 novembre 2011 - Label : Core Contents Media - Format : CD, téléchargement numérique            | 1                  | 31                 | - COR : plus de 127 970 (album) - JPN : plus de 15 600                            |  |
| Day by Day            | - Date de sortie : 3 juillet 2012 - Label : Core Contents Media - Format : CD, téléchargement numérique              | 2                  | 28                 | - COR : plus de 72 563 (Combiné avec les ventes de Mirage) - JPN : plus de 15 699 |  |
| Again                 | - Date de sortie : 10 octobre 2013 - Label : Core Contents Media - Format : CD, téléchargement numérique             | 2                  | 45                 | - COR : plus de 24 652 - JPN : plus de 5 800                                      |  |
| And & End             | - Date de sortie : 11 septembre 2014 - Label : Core Contents Media, KT Music - Format : CD, téléchargement numérique | 2                  | 66                 | - COR : plus de 20 677 - JPN : plus de 2 416                                      |  |
| So Good               | - Date de sortie : 4 août 2015 - Label : MBK Entertainment, Interpark INT - Format : CD, téléchargement numérique    | 5                  | —                  | COR : plus de 20 695 JPN : plus de 1 250                                          |  |
| Remember              | - Date de sortie : 9 novembre 2016 - Label : MBK Entertainment - Formats : CD, téléchargement numérique              | 4                  | 158                | - COR : 17 977                                                                    |  |
| What's My Name?       | - Date de sortie : 14 juin 2017 - Label : MBK Entertainment, Interpark INT - Formats : CD, téléchargement numérique  | 4                  | 159                | - COR : 39 453, - JPN : 522                                                       |  |

## Singles
| Titre                                         | Année  | Meilleures positions | Meilleures positions | Meilleures positions | Meilleures positions | Meilleures positions | Ventes et certifications                                               | Album                             |        |        |        |
| Titre                                         | Année  | COR                  | COR                  | JPN                  | JPN                  | JPN                  | Ventes et certifications                                               | Album                             |        |        |        |
| Titre                                         | Année  | Gaon                 | Hot 100 ,            | Oricon               | Hot 100              | RIAJ                 | Ventes et certifications                                               | Album                             |        |        |        |
| Coréen                                        | Coréen | Coréen               | Coréen               | Coréen               | Coréen               | Coréen               | Coréen                                                                 | Coréen                            | Coréen | Coréen | Coréen |
| --------------------------------------------- | ------ | -------------------- | -------------------- | -------------------- | -------------------- | -------------------- | ---------------------------------------------------------------------- | --------------------------------- | ------ | ------ | ------ |
| Good Person                                   | 2009   | 25                   | 89                   | —                    | —                    | —                    |                                                                        | Absolute First Album              |        |        |        |
| Geojitmal                                     | 2009   | 5                    | 89                   | —                    | —                    | —                    |                                                                        | Absolute First Album              |        |        |        |
| TTL (Time to Love) (avec Supernova)           | 2009   | 1                    | —                    | —                    | —                    | —                    |                                                                        | Absolute First Album              |        |        |        |
| TTL Listen 2                                  | 2009   | 5                    | —                    | —                    | —                    | —                    |                                                                        | Absolute First Album              |        |        |        |
| Bo Peep Bo Peep                               | 2009   | 2                    | —                    | —                    | —                    | —                    |                                                                        | Absolute First Album              |        |        |        |
| Like The First Time                           | 2009   | 4                    | —                    | —                    | —                    | —                    |                                                                        | Absolute First Album              |        |        |        |
| I Go Crazy Because Of You                     | 2010   | 1                    | —                    | —                    | —                    | —                    | Plus de 3 042 224                                                      | Absolute First Album              |        |        |        |
| I'm Really Hurt                               | 2010   | 31                   | —                    | —                    | —                    | —                    | Plus de 1 222 554                                                      | Absolute First Album              |        |        |        |
| Wae Ireoni                                    | 2010   | 4                    | —                    | —                    | —                    | —                    | Plus de 1 058 623                                                      | Temptastic                        |        |        |        |
| Yayaya                                        | 2010   | 5                    | —                    | —                    | —                    | —                    |                                                                        | Temptastic                        |        |        |        |
| Roly-Poly                                     | 2011   | 2                    | 4                    | —                    | —                    | —                    | Plus de 4 077 855                                                      | John Travolta Wannabe             |        |        |        |
| Roly-Poly in Copacabana                       | 2011   | 45                   | 40                   | —                    | —                    | —                    |                                                                        | John Travolta Wannabe             |        |        |        |
| Cry Cry                                       | 2011   | 1                    | 1                    | —                    | —                    | —                    | Plus de 3 755 993                                                      | Black Eyes                        |        |        |        |
| We Were In Love (avec Davichi)                | 2011   | 1                    | 2                    | —                    | —                    | —                    | Plus de 1 960 395                                                      | Black Eyes                        |        |        |        |
| Lovey-Dovey                                   | 2012   | 1                    | 1                    | —                    | —                    | —                    | Plus de 3 758 864                                                      | Black Eyes                        |        |        |        |
| Day by Day                                    | 2012   | 2                    | 2                    | —                    | —                    | —                    | Plus de 2 149 549                                                      | Day by Day                        |        |        |        |
| Sexy Love                                     | 2012   | 4                    | 3                    | —                    | —                    | —                    | Plus de 1 542 191                                                      | Day by Day                        |        |        |        |
| Day & Night (Love All)                        | 2012   | 22                   | 3                    | —                    | —                    | —                    |                                                                        | Day by Day                        |        |        |        |
| Number Nine                                   | 2013   | 5                    | 4                    | —                    | —                    | —                    |                                                                        | Again                             |        |        |        |
| Because I Know                                | 2013   | 41                   | 21                   | —                    | —                    | —                    |                                                                        | Again                             |        |        |        |
| Do You Know Me?                               | 2013   | 19                   | 15                   | —                    | —                    | —                    |                                                                        | Again                             |        |        |        |
| Hide & Seek                                   | 2013   | 37                   | 27                   | —                    | —                    | —                    |                                                                        | Again                             |        |        |        |
| Sugar Free                                    | 2014   | 36                   | —                    | —                    | —                    | —                    |                                                                        | And & End                         |        |        |        |
| Sugar Free (Bigroom remix)                    | 2014   | 1                    | —                    | —                    | —                    | —                    |                                                                        | And & End                         |        |        |        |
| Sugar Free (English version) (DJ Ferry Remix) | 2014   | —                    | —                    | —                    | —                    | —                    |                                                                        | EDM CLUB REMIX SUGAR FREE EDITION |        |        |        |
| Sugar Free (Dj Chukie remix)                  | 2014   | 1                    | —                    | —                    | —                    | —                    |                                                                        | EDM CLUB REMIX SUGAR FREE EDITION |        |        |        |
| "So Crazy" (완전 미쳤네)                      | 2015   | 33                   | —                    | —                    | —                    | —                    | COR : plus de 127 140                                                  | So Good                           |        |        |        |
| "Tiamo" (띠아모)                              | 2016   | 81                   | —                    | —                    | —                    | —                    | COR : plus de 25 552                                                   | Remember                          |        |        |        |
| "What's My Name?" (내 이름은)                 | 2017   | 79                   | —                    | —                    | —                    | —                    | COR : plus de 25 716                                                   | What's My Name?                   |        |        |        |
| Japonais                                      |        |                      |                      |                      |                      |                      |                                                                        |                                   |        |        |        |
| Bo Peep Bo Peep                               | 2011   | —                    | —                    | 1                    | 1                    | 3                    | - JPN : +91 343 (or) - RIAJ Digital download - Sonnerie : or - PC : or | Jewelry Box                       |        |        |        |
| Yayaya                                        | 2011   | —                    | —                    | 7                    | 6                    | 33                   | - JPN : +46 976                                                        | Jewelry Box                       |        |        |        |
| Roly-Poly                                     | 2012   | —                    | —                    | 3                    | 5                    | 15                   | - JPN : +62 774                                                        | Jewelry Box                       |        |        |        |
| Lovey-Dovey                                   | 2012   | —                    | —                    | 9                    | 11                   | 14                   | - JPN : +29 997                                                        | Jewelry Box                       |        |        |        |
| Sexy Love                                     | 2012   | —                    | —                    | 4                    | 5                    | —                    | - JPN : +48 488                                                        | Treasure Box                      |        |        |        |
| Bunny Style!                                  | 2013   | —                    | —                    | 2                    | 3                    | —                    | - JPN : +69 918                                                        | Treasure Box                      |        |        |        |
| Target                                        | 2013   | —                    | —                    | 12                   | —                    | —                    | - JPN : +15 608                                                        | Treasure Box                      |        |        |        |
| Kioku ~Kimi ga Kureta Michishirube~           | 2013   | —                    | —                    | 13                   | —                    | —                    | - JPN : +18 105                                                        |                                   |        |        |        |
| Lead the way / LA'booN                        | 2014   | —                    | —                    | 8                    | —                    | —                    | - JPN : +16 399                                                        |                                   |        |        |        |

### Singles en collaboration
| Titre                                                      | Année | Meilleure position | Meilleure position | Ventes                 | Album             |
| Titre                                                      | Année | COR Gaon ,         | COR Billboard      | Ventes                 | Album             |
| ---------------------------------------------------------- | ----- | ------------------ | ------------------ | ---------------------- | ----------------- |
| Yeoseong Shidae/Yeongwonhan Sarang (avec Seeya et Davichi) | 2009  | —                  | —                  |                        | Non-commercialisé |
| Wonder Woman (avec Seeya et Davichi)                       | 2010  | —                  | —                  | COR: plus de 2 301 658 | Non-commercialisé |

### Singles promotionnels
| Titre           | Date | Meilleure position | Meilleure position | Album             |
| Titre           | Date | COR Gaon ,         | COR Billboard      | Album             |
| --------------- | ---- | ------------------ | ------------------ | ----------------- |
| We Are the One  | 2010 | 4                  | —                  | Non-commercialisé |
| TWENTYth Urban  | 2010 | —                  | —                  | Non-commercialisé |
| Beautiful Girl  | 2011 | —                  | —                  | Non-commercialisé |
| Log-in          | 2011 | —                  | —                  | Non-commercialisé |
| Bingeul Bingeul | 2011 | 18                 | 10                 | Yeon Ga 2012      |

## Autres chansons classées
| Titre                 | Date | Meilleure position | Meilleure position | Album      |
| Titre                 | Date | COR Gaon ,         | COR Billboard      | Album      |
| --------------------- | ---- | ------------------ | ------------------ | ---------- |
| "Goodbye, OK"         | 2011 | 47                 | 52                 | Black Eyes |
| I'm So Bad            | 2011 | 69                 | 87                 | Black Eyes |
| O My God              | 2011 | 122                | —                  | Black Eyes |
| Cry Cry (Ballad ver.) | 2011 | 128                | 83                 | Black Eyes |
| Holiday               | 2012 | 39                 | 23                 | Day by Day |
| Don't Leave           | 2012 | 42                 | 22                 | Day by Day |
| Love Game             | 2012 | 66                 | 64                 | Day by Day |
| Hue                   | 2012 | 98                 | 99                 | Day by Day |

## Musiques de film
| Titre                   | Date | Classement | Classement    | Album              |
| Titre                   | Date | COR Gaon , | COR Billboard | Album              |
| ----------------------- | ---- | ---------- | ------------- | ------------------ |
| Good Person (Version 1) | 2009 | —          | —             | Cinderella Man OST |